# الفوج الوطني للمتفجرات
الفوج الوطني للمتفجرات  (بالفرنسية: Brigade nationale de détection et de neutralisation d'explosifs أو اختصارا BNDNE)‏ هي فرقة تونسية مختصة في إزالة الألغام وتفكيك المتفجرات، وعموما تساهم في مكافحة الإرهاب.

المقر الرسمي للفرقة يقع داخل مقر الإدارة الوطنية لوحدات التدخل في ثكنة بوشوشة في تونس العاصمة، ولكن يوجد أعضائها في أغلب المدن الكبرى للجمهورية وفي كل المعابر الحدودية.

الانضمام للفرقة يمر عبر قواعد صارمة للغاية، لا سيما فيما يتعلق باختبار اللياقة البدنية والطبية والنفسية. أعضاء الفرقة هم من بين أفضل عناصر الشرطة التونسية والأخصائيين في الكيمياء والإلكترونيات. عناصر الفرقة لديهم في نفس الوقت إمكانية القيام بالتدخل في عمليات عسكرية وعمليات تفكيك الألغام والمتفجرات.

## القادة
- 2007 - 2011: القائد محمد معالي.
- 2011 - 2012: القائد صلاح العياشي.
- 2012 - 2013: القائد أحمد الأحمدي.

## مقالات ذات صلة
- إدارة وحدات مكافحة الإرهاب (تونس)